# Kapelluddens fyr
Kapelluddens fyr ist ein Leuchtturm an der Ostküste der schwedischen Ostseeinsel Öland. Seit 1980 ist er als Byggnadsminne eingestuft.
Der auf der Landzunge Kapelludden stehende rote Turm mit der internationalen Registrierungsnummer C 7270 hat eine Höhe von 31,8 Metern. Das Leuchtfeuer befindet sich auf einer Höhe von 29,7 Metern. Die Tragweite des weißen Leuchtfeuers beträgt 12 Seemeilen.
Der Turm entstand 1872 als Eisenfachwerkkonstruktion nach Plänen von Albert Theodor Gellerstedt. Vor der Errichtung des Leuchtturms orientierten sich die Seeleute bei Tage an der weiter südlich gelegenen Ruine der St.-Birgitta-Kapelle und einem historischen Steinkreuz.